# Merlas
 Merlas a baba baba

## Demografía
| 424 | 373 | 290 | 320 | 381 | 405 |
| Para los censos de 1962 a 1999 la población legal corresponde a la población sin duplicidades (Fuente: INSEE [Consultar]) |     |     |     |     |     |